# ابنة الآلهة
ابنة الآلهة (بالإنجليزية: A Daughter of the Gods) هو فيلم دراما فانتازيا صامت أمريكي إنتاج عام 1916، الفيلم من إخراج هربرت برينون وبطولة أنيت كيليرمان، وليام إي شاي، بادي ديسيلفا وفيوليت هورنر.

## وصلات خارجية
- ابنة الآلهة على موقع IMDb (الإنجليزية)
- ابنة الآلهة على موقع Turner Classic Movies (الإنجليزية)
- ابنة الآلهة على موقع فيلمافينيتي (الإسبانية)
- ابنة الآلهة على موقع قاعدة بيانات الأفلام السويدية (السويدية)
- ابنة الآلهة على موقع قاعدة بيانات الفيلم (الإنجليزية)
- ابنة الآلهة على موقع ليتربوكسد (الإنجليزية)
- ابنة الآلهة على موقع كينوبويسك (الروسية)